# Liste von Vulkanen in Guatemala
Dies ist eine Liste von Vulkanen in Guatemala, die während des Quartärs mindestens einmal aktiv waren. Die spanischsprachige Version dieser Aufstellung weist eine Vielzahl hiervon an Eintragungen auf, inklusive Angabe zum petrologischen Aufbau und der Lage in den jeweiligen Landesregionen. Es gibt insgesamt 34 aktive Vulkane in Guatemala.

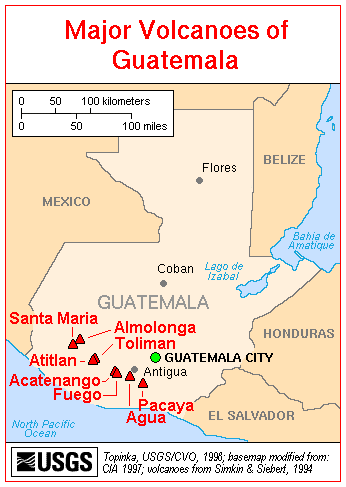
Wichtige Vulkane in Guatemala

| Bild            | Name                  | Vulkantyp      | Letzte Eruption        | Höhe [m] | Geokoordinaten                |
| --------------- | --------------------- | -------------- | ---------------------- | -------- | ----------------------------- |
|                 | Acatenango            | Schichtvulkan  | 1972                   | 3976     | 14° 30′ 02″ N, 090° 52′ 33″ W |
|                 | Agua                  | Schichtvulkan  | unbekannt              | 3760     | 14° 27′ 53″ N, 090° 44′ 35″ W |
|                 | Almolonga             | Schichtvulkan  | 1818                   | 3197     | 14° 49′ 00″ N, 091° 29′ 00″ W |
|                 | Atitlán               | Schichtvulkan  | 1853                   | 3535     | 14° 34′ 58″ N, 091° 11′ 11″ W |
| Bild gesucht BW | Cerro Santiago        | Vulkanfeld     | unbekannt              | 1192     | 14° 20′ 00″ N, 089° 52′ 00″ W |
|                 | Chingo                | Schichtvulkan  | unbekannt              | 1775     | 14° 07′ 00″ N, 089° 44′ 00″ W |
|                 | Chiquimula-Vulkanfeld | Schlackenkegel | unbekannt              | 1192     | 14° 50′ 00″ N, 089° 33′ 00″ W |
|                 | Cuilapa-Barbarena     | Vulkanfeld     | unbekannt              | 1454     | 14° 20′ 00″ N, 090° 24′ 00″ W |
|                 | Flores                | Vulkanfeld     | unbekannt              | 1600     | 14° 18′ 28″ N, 089° 59′ 32″ W |
|                 | Fuego                 | Schichtvulkan  | 2023                   | 3763     | 14° 28′ 22″ N, 090° 52′ 49″ W |
|                 | Ipala                 | Schichtvulkan  | unbekannt              | 1650     | 14° 33′ 00″ N, 089° 38′ 00″ W |
|                 | Ixtepeque             | Lavadome       | unbekannt              | 1292     | 14° 25′ 00″ N, 089° 41′ 00″ W |
| Bild gesucht BW | Jumaytepeque          | Schichtvulkan  | unbekannt              | 1815     | 14° 20′ 08″ N, 090° 16′ 10″ W |
|                 | Moyuta                | Schichtvulkan  | unbekannt              | 1662     | 14° 02′ 00″ N, 090° 06′ 00″ W |
|                 | Pacaya                |                | 2010                   | 2552     | 14° 22′ 51″ N, 090° 36′ 04″ W |
| Bild gesucht BW | Quezaltepeque         | Vulkanfeld     | unbekannt              | 1200     | 14° 34′ 00″ N, 089° 27′ 00″ W |
|                 | San Pedro (Vulkan)    | Schichtvulkan  | unbekannt              | 3018     | 14° 39′ 19″ N, 091° 16′ 01″ W |
|                 | Santa María           | Schichtvulkan  | 2010                   | 3772     | 14° 45′ 21″ N, 091° 33′ 06″ W |
| Bild gesucht BW | Santo Tomás (Pecul)   | Schichtvulkane | 84.000 BP              | 3542     | 14° 42′ 37″ N, 091° 28′ 43″ W |
|                 | Suchitán              | Schichtvulkane | unbekannt              | 2042     | 14° 24′ 00″ N, 089° 47′ 00″ W |
|                 | Tacaná                | Schichtvulkan  | 1986                   | 4064     | 15° 07′ 59″ N, 092° 06′ 34″ W |
|                 | Tahual                | Schichtvulkan  | unbekannt              | 1716     | 14° 26′ 00″ N, 089° 54′ 00″ W |
|                 | Tajumulco             | Schichtvulkan  | unbekannt              | 4220     | 15° 02′ 04″ N, 091° 54′ 12″ W |
|                 | Tecuamburro           | Schichtvulkan  | 960 v. Chr. ± 75 Jahre | 1845     | 14° 09′ 22″ N, 090° 24′ 25″ W |
|                 | Tolimán               | Schichtvulkan  | unbekannt              | 3158     | 14° 36′ 45″ N, 091° 11′ 21″ W |